# 圣弥额尔教堂 (卢卡)

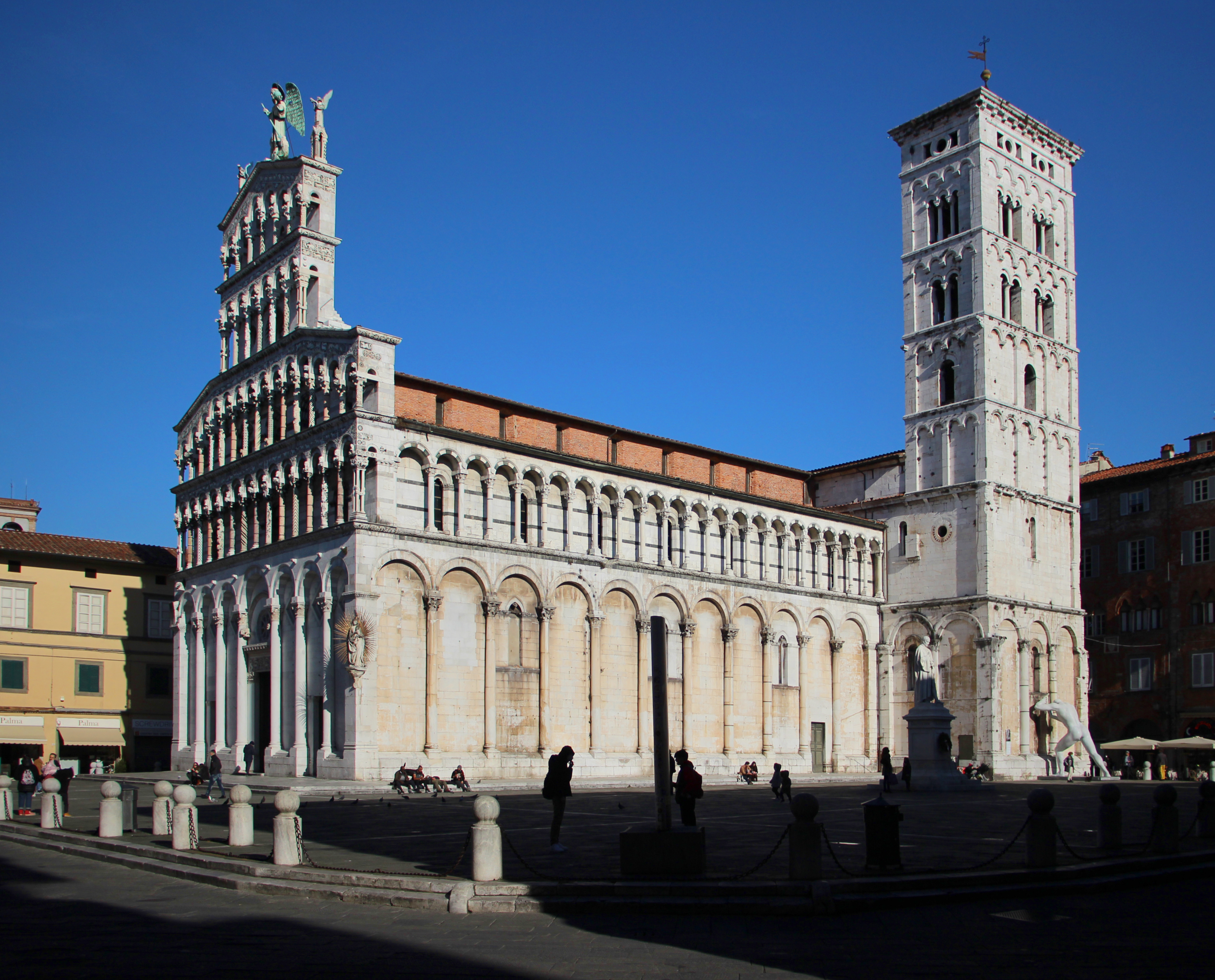
圣弥额尔教堂

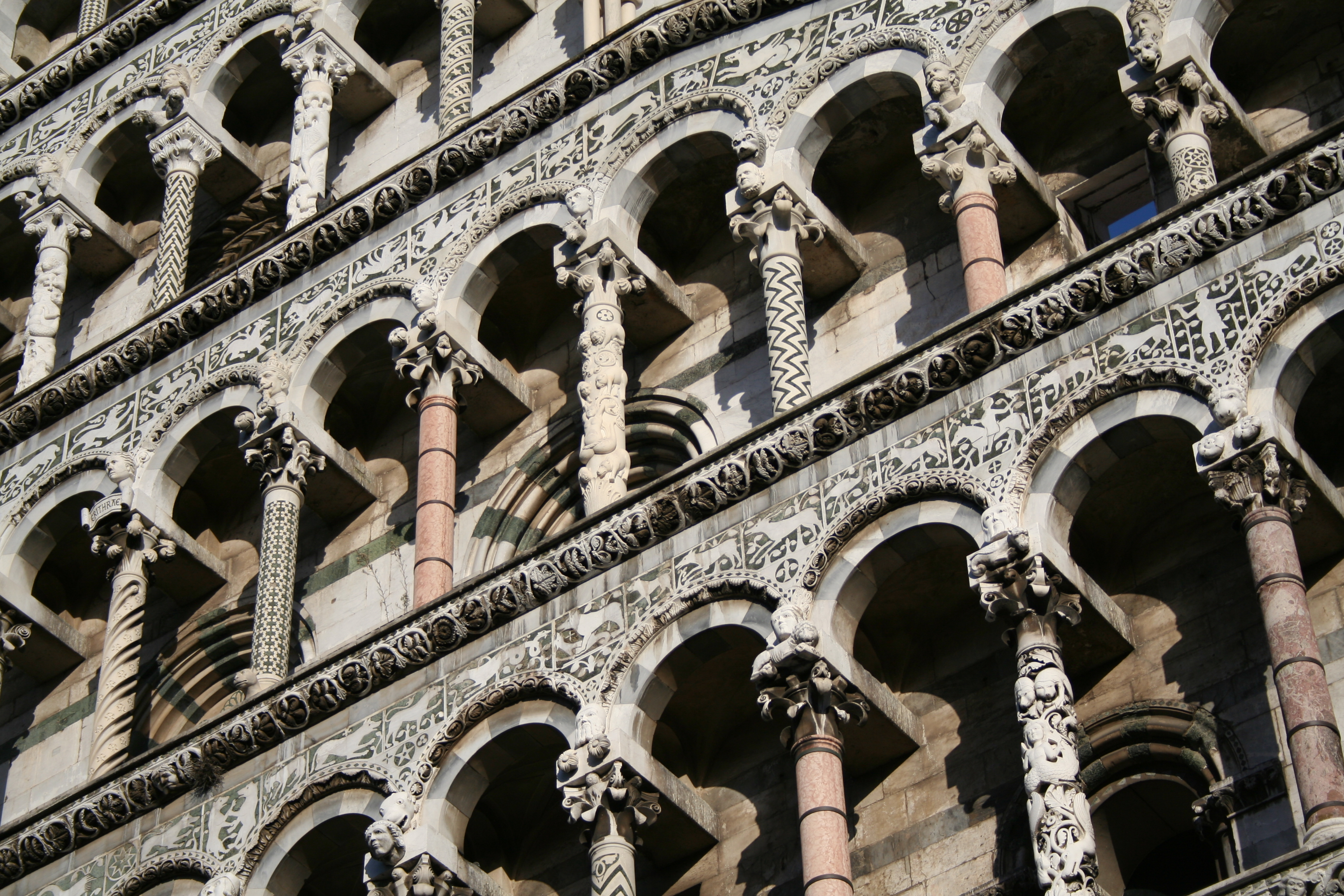
细部

圣弥额尔教堂（義大利語：San Michele in Foro）是意大利卢卡的罗马天主教圣殿，兴建在古罗马市集广场上。供奉弥额尔。

## 历史
这座教堂是在795年首次见于文献记载，称为“在市集”（ad foro）。1070年由教宗亚历山大二世下令重建。 
值得注意的是，从13世纪以历来，其立面有大量系列雕塑，其中许多在19世纪重建。上部使用大量的钢铁材料，和四层凉廊。在顶部，两侧为两个天使，中间是4米高的弥额尔雕像。根据传说，一个天使的手指有巨大的钻石。立面的右下角是一尊圣母雕像（1480年），由奇维塔利雕刻，以庆祝1476年的瘟疫结束。
教堂内部有一个中殿和两个走道，耳堂和半圆形后殿。南侧的钟楼修建于12-14世纪。